# Tour Saint-Martin (Molondin)
Der Tour Saint-Martin  ist ein Aussichtsturm auf 619 m ü. M. in der Gemeinde Molondin im Schweizer Kanton Waadt.

## Situation
Das 1240 als Wehrturm errichtete Bauwerk ist 22 Meter hoch und ist neben einigen Resten der Festungsmauer der einzige Zeuge einer im Mittelalter bedeutenden Ortschaft.
105 Treppenstufen führen zur Aussichtsplattform in 20 Meter Höhe. Von der Plattform aus bietet sich eine Aussicht auf die Dörfer der Umgebung und den Jura.
Der Turm steht seit 1911 unter Denkmalschutz und wurde 1965 restauriert.

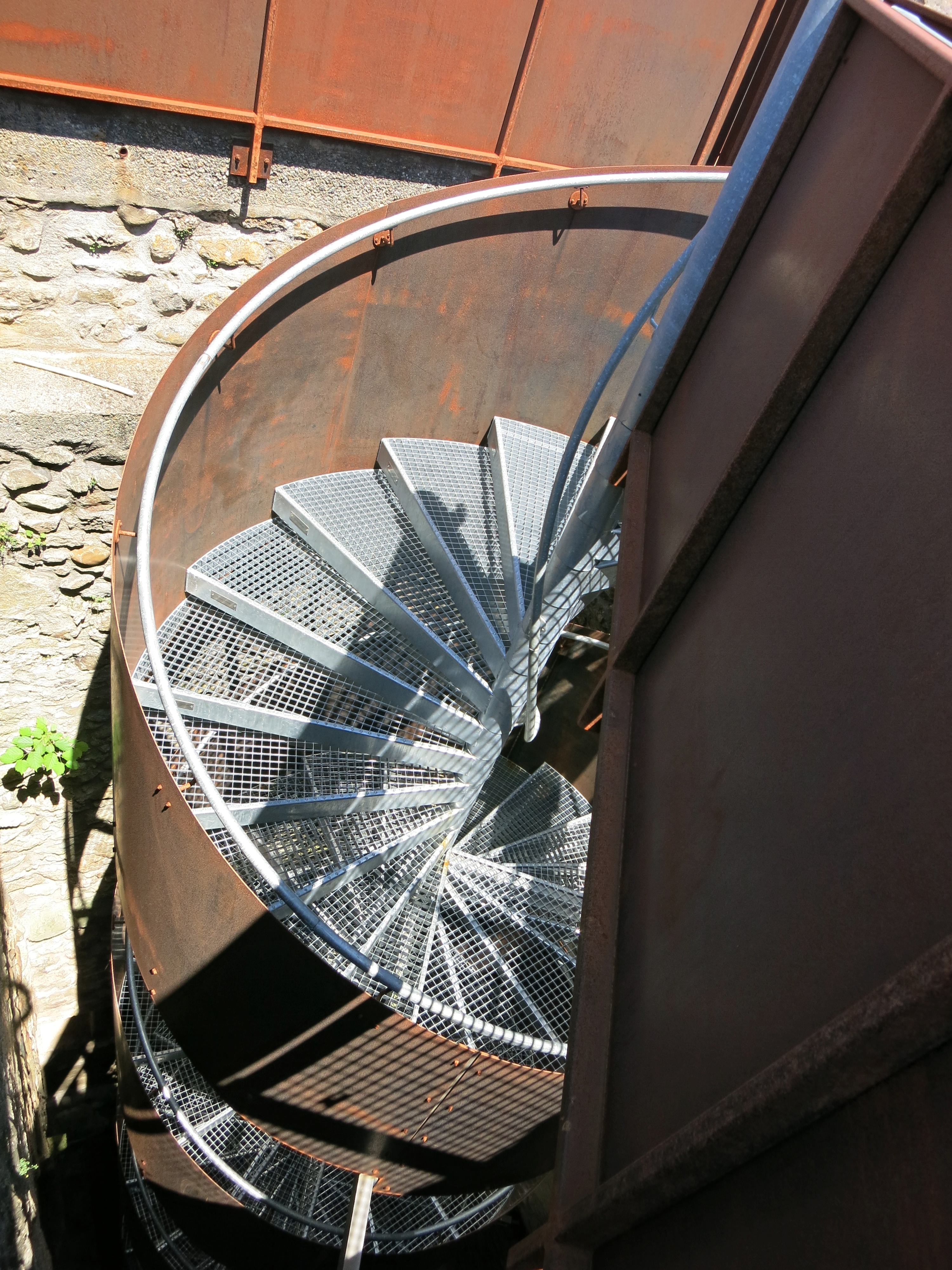
Treppe zum Turm
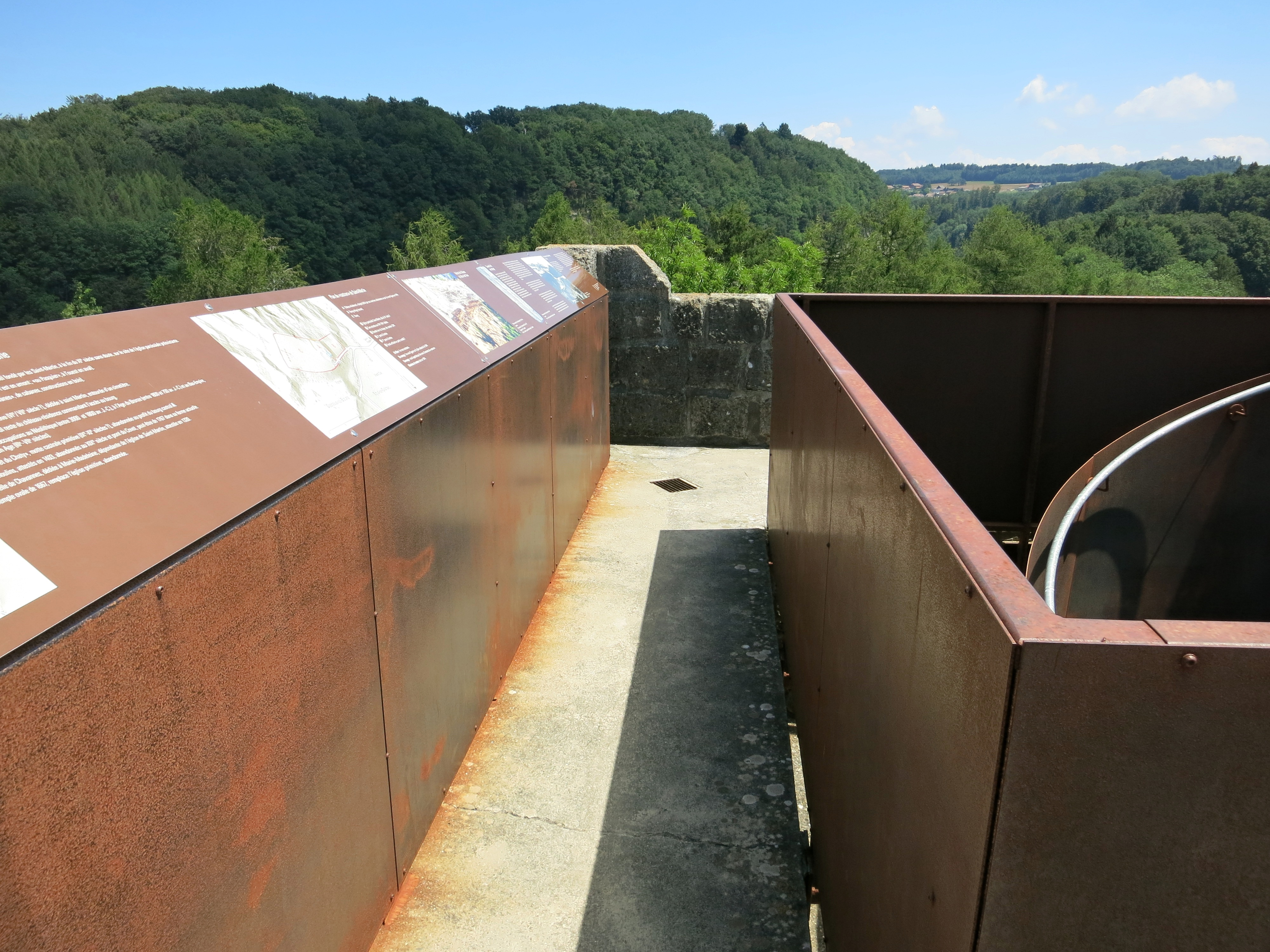
Aussichtsplattform